# Digimon (serie di videogiochi)

Logo della serie

Digimon è un media franchise giapponese ispirato al giocattolo digitale Tamagotchi, il 26 giugno 1997 Bandai rilascia una versione personalizzata dedicata, e nasce così il primo prodotto videoludico dedicato al franchise Digimon, che ad oggi comprende un grande numero di titoli che posseggono una propria trama indipendente, e alcuni che si collegano con le serie animate o con i manga. I videogiochi Digimon spaziano attraverso vari generi: Action RPG, simulatori di vita, giochi d'avventura, giochi di carte, picchiaduro ad incontri e MMORPG.

## Action RPG

### Serie di Digimon World
| Anno | Titolo                                          | Sviluppatore  | Piattaforme                                                         |
| ---- | ----------------------------------------------- | ------------- | ------------------------------------------------------------------- |
| 1999 | Digimon World                                   | Bandai        | PlayStation, Microsoft Windows                                      |
| 2000 | Pocket Digimon World                            | Bandai        | PlayStation                                                         |
| 2000 | Digimon World 2                                 | Bandai        | PlayStation                                                         |
| 2000 | Pocket Digimon World: Wind Battle Disc          | Bandai        | PlayStation                                                         |
| 2001 | Pocket Digimon World: Cool & Nature Battle Disc | Bandai        | PlayStation                                                         |
| 2002 | Digimon World 3                                 | Bandai        | PlayStation                                                         |
| 2005 | Digimon World X                                 | Bandai        | PlayStation 2, Nintendo GameCube, Xbox                              |
| 2012 | Digimon World Re:Digitize                       | Tri-Crescendo | PlayStation Portable                                                |
| 2013 | Digimon World Re:Digitize Decode                | Tri-Crescendo | Nintendo 3DS                                                        |
| 2016 | Digimon World: Next Order                       | Bandai        | PlayStation Vita, PlayStation 4, Nintendo Switch, Microsoft Windows |

### Serie di Digimon Story
| Anno | Titolo                                        | Sviluppatore | Piattaforme                                                         |
| ---- | --------------------------------------------- | ------------ | ------------------------------------------------------------------- |
| 2006 | Digimon Story                                 | Bandai       | Nintendo DS                                                         |
| 2007 | Digimon Story: Sunburst e Moonlight           | Bandai       | Nintendo DS                                                         |
| 2010 | Digimon Story Lost Evolution                  | Bandai       | Nintendo DS                                                         |
| 2011 | Digimon Story: Super Xros Wars Red e Blue     | Bandai       | Nintendo DS                                                         |
| 2015 | Digimon Story: Cyber Sleuth                   | Media.Vision | PlayStation Vita, PlayStation 4, Nintendo Switch, Microsoft Windows |
| 2017 | Digimon Story: Cyber Sleuth – Hacker's Memory | Media.Vision | PlayStation Vita, PlayStation 4, Nintendo Switch, Microsoft Windows |
| 2025 | Digimon Story Time Stranger                   | Media.Vision | PlayStation 5, Xbox Series X/S, Microsoft Windows                   |

### Altri giochi RPG
| Anno | Titolo                                 | Sviluppatore        | Piattaforme                                                 |
| ---- | -------------------------------------- | ------------------- | ----------------------------------------------------------- |
| 1999 | Digimon Adventure: Anode/Cathode Tamer | SIMS Co., Ltd.      | WonderSwan, WonderSwan Color                                |
| 2000 | Digimon Adventure 02: Tag Tamers       | SIMS Co., Ltd.      | WonderSwan                                                  |
| 2000 | Digimon Adventure 02: D-1 Tamers       | SIMS Co., Ltd.      | WonderSwan Color                                            |
| 2001 | Digimon Tamers: Pocket Culumon         | Bandai              | PlayStation                                                 |
| 2001 | Digimon Tamers: Digimon Medley         | Bandai              | WonderSwan Color                                            |
| 2001 | Digimon Tamers: Brave Tamers           | SIMS Co., Ltd.      | WonderSwan Color                                            |
| 2002 | Digital Monster D-Project              | Sting Entertainment | WonderSwan Color                                            |
| 2006 | Digimon Savers: Another Mission        | Bandai              | PlayStation 2                                               |
| 2008 | Digimon Championship                   | Epics               | Nintendo DS                                                 |
| 2013 | Digimon Adventure                      | Prope               | PlayStation Portable                                        |
| 2022 | Digimon Survive                        | Hyde                | Nintendo Switch, PlayStation 4, Xbox One, Microsoft Windows |

## Picchiaduro
| Anno | Titolo                                 | Sviluppatore             | Piattaforme                            |
| ---- | -------------------------------------- | ------------------------ | -------------------------------------- |
| 2001 | Digimon Battle Spirit                  | Dimps                    | WonderSwan Color, Game Boy Advance     |
| 2001 | Digimon Rumble Arena                   | Bandai                   | PlayStation                            |
| 2002 | Digimon Tamers: Battle Spirit Ver. 1.5 | Dimps                    | WonderSwan Color                       |
| 2002 | Digimon Battle Spirit 2                | Dimps                    | WonderSwan Color, Game Boy Advance     |
| 2004 | Digimon Rumble Arena 2                 | Bandai, Black Ship Games | PlayStation 2, Xbox, Nintendo GameCube |
| 2014 | Digimon All-Star Rumble                | Prope                    | PlayStation 3, Xbox 360                |

## Spin-off
| Anno | Titolo                                          | Sviluppatore     | Piattaforme       |
| ---- | ----------------------------------------------- | ---------------- | ----------------- |
| 1999 | Digimon World: Digital Card Battle              | Bandai           | PlayStation       |
| 2000 | Digimon World: Digital Card Arena               | Bandai           | PlayStation       |
| 2001 | Digimon Park                                    | Chime            | PlayStation       |
| 2002 | Digimon RPG                                     | MOVEINTERACTIVE  | Microsoft Windows |
| 2002 | Digital Monster Card Game Ver. WonderSwan Color | Bandai           | WonderSwan        |
| 2003 | Digimon Battle Server                           | Dimps, CCR       | Microsoft Windows |
| 2004 | Digimon Racing                                  | Griptonite Games | Game Boy Advance  |
| 2009 | Digimon Masters Online                          | MOVEINTERACTIVE  | Microsoft Windows |
| 2011 | Digimon Jintrix                                 | Bandai           | Microsoft Windows |
| 2016 | Digimon Universe Appli Monsters                 | Bandai           | Nintendo 3DS      |
| 2021 | Digimon Super Rumble                            | MOVEINTERACTIVE  | Microsoft Windows |

## Altri titoli
| Anno | Titolo                                 | Sviluppatore | Piattaforme          |
| ---- | -------------------------------------- | ------------ | -------------------- |
| 1998 | Digital Monster Ver. S: Digimon Tamers | TOSE         | Sega Saturn          |
| 1999 | Digital Monster Ver. WonderSwan        | Bandai       | WonderSwan           |
| 2000 | Digimon Adventure 02: Digital Partner  | Tom Create   | WonderSwan           |
| 2013 | Digivice Ver. Portable                 | Prope        | PlayStation Portable |

## Giochi Mobile
| Anno | Titolo                  | Sviluppatore                                          | Piattaforme  |
| ---- | ----------------------- | ----------------------------------------------------- | ------------ |
| 2011 | Digimon Collectors      | Bandai                                                | Android, iOS |
| 2012 | Digimon Heroes!         | Bandai                                                | Android, iOS |
| 2014 | Digimon Fusion Fighters | Bandai                                                | Android, iOS |
| 2015 | Digimon Soul Chaser     | Netmaru, MOVEINTERACTIVE                              | Android, iOS |
| 2016 | Digimon Links           | CROOZ                                                 | Android, iOS |
| 2018 | Digimon ReArise         | Bandai                                                | Android, iOS |
| 2018 | Digimon Encounters      | Momo Inc.                                             | Android, iOS |
| 2019 | App Monster - Defense   | MOVEINTERACTIVE                                       | Android, iOS |
| 2021 | Digimon New Century     | Qixia Interactive Entertainment, Bandai               | Android, iOS |
| 2025 | Digimon: Source Code    | Shangrao Shengluo Network Technology Co., Ltd.,Bandai | Android, iOS |
| TBA  | Digimon Alysion         | Bandai                                                | Android, iOS |